# Добровольський Костянтин Августинович

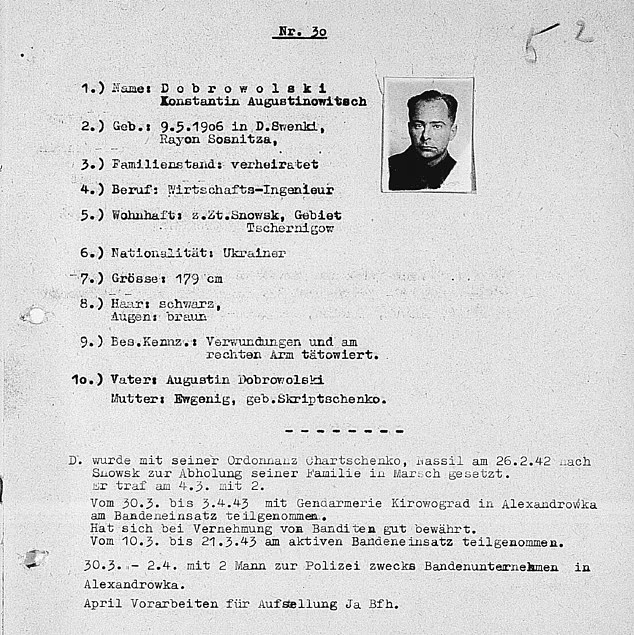
Анкета Добровольського

Костянтин Августинович Добровольський (нар. 9 травня 1906 року в Савинках, Чернігівська губернія, Російська імперія — червень або липень 1944, Білорусь або Польща) — колабораціоніст, агент німецької Таємної польової поліції на окупованих територіях. Його ім'я стало відомим 2025 р., коли журналісти з'ясували, що він був біологічним дідом Блейз Метревелі, директорки розвідувальної служби Великобританії.

## Біографія
Молодший незаконний син дворянина Августина Францевича Добровольського та селянки Євгенії Лещенко. До 1917 року навчався у Володимирському Київському кадетському корпусі, революцію чекав з батьком у Сосницькому повіті (пізніше стверджував, що всю його родину нібито винищили більшовики ще в 1917 році). 1922 року переїхав до Москви за підробленими документами на ім'я Костянтина Степановича Кравченка (за прізвищем колишнього чоловіка матері), працював в автомайстерні та навчався на вечірньому факультеті Інституту міжнародного права.
За його твердженням у анкеті, яку він заповнював для німців, в 1927 за антирадянську агітацію, антисемітизм і приховування походження і соціального становища був засуджений до 10 років заслання, висланий в Середньоколимськ, де після закінчення заслання з 1937 працював в «Колимтресті» і дослужився до начальника відділу постачання. Сучасні дослідники вказують на те, що в реальності його радянська кар'єра могла бути набагато успішнішою порівняно з тим, що він казав німцям у полоні. В 1938 екстерном отримав диплом інженера-економіста і інтендантське звання (формально присвоєно в 1940, було аналогом капітана).
Відповідно до післявоєнної розшукової документації КДБ, мав численних дружин у різних містах, де працював у різні роки життя. Остання дружина (на момент початку війни) — Варвара Добровольська.
Остання посада в РСЧА (з квітня 1941 р.) — командир окремого 35-го артилерійського дивізіону. Війну зустрів у Дніпропетровську.
4 серпня 1941 здався в полон німцям. На допитах стверджував, що боявся після призову до РККА опинитися в тилу через судимість. Як військовий водій надавав допомогу танковому загону СС у ході наступу на Київ. 22 вересня 1941 року направлений до Сосниці, де незабаром створив загін допоміжної поліції, який був у розпорядженні спочатку 197-ї, а потім і 194-ї фельдкомендатури. Поліцейський загін діяв у низці міст і селищ, займаючись масовим винищенням євреїв та партизанів. Згідно зі свідченнями А. Овсієнка, в містечку Понорниця, загін поліцаїв на чолі з Шило стратив групу євреїв (у тому числі зґвалтував схоплених євреїв) і забрав собі їхні золоті прикраси: серед мародерів був і Добровольський.
У жовтні 1941 р. створений ним поліцейський загін досягає чисельності кілька сотень людей; з оцінки німецького історика російського походження І. Р. Петрова, початку 1942 р. за масштабами своєї діяльності Добровольський випереджав іншого надалі відомого колабораціоніста Броніслава Камінського.
З липня 1942 року служив у таємній польовій поліції, брав участь у каральних операціях проти радянських партизанів. За свідченнями угорських офіцерів, у боротьбі проти партизанів Добровольський вирізнявся крайньою жорстокістю.
Своїми інтригами та самоврядністю Добровольський нажив собі численних ворогів як в окупаційній адміністрації, так і серед німців (сам він вважав за краще співпрацювати з угорцями, чиї війська були розквартовані на Чернігівщині). Влітку 1942 р. переведений на малозначну посаду перекладача. Його тесть був страчений. У жовтні 1942 р. направлений до Сновська, де жила його дружина Варвара, агентом по боротьбі з партизанами з широкими повноваженнями, а надалі організовує агентурні мережі в Рильську та Льгові. У грудні 1942 р. військовополонений Б. Кулов впізнав у ньому колишнього політпрацівника.
У лютому 1943 року на короткий час заарештований, проте через настання радянських військ звільнений, разом із дружиною та сином переїхав до Умані. Був нагороджений Відзнакою для східних народів. З серпня 1943 р. очолює козачий антипартизанський загін у Смілі.
У лютому 1944 р. перебуває в штаті 69-го козачого батальйону у складі новоствореної 3-ї кавалерійської бригади вермахту. На думку І. Р. Петрова, міг загинути під час боїв у Білорусії у червні або липні 1944 р., оскільки надалі його батальйон брав участь у придушенні Варшавського повстання, проте Добровольський у ньому не значиться й у інших документах не згадується.
Діяльності Добровольського присвячені три томи обсягом понад 500 сторінок, що зберігаються в одному з архівів Німеччини.
Після війни дружина Варвара із сином Костянтином переїхали з Німеччини до Великобританії, де взяли прізвище Метревелі (за новим чоловіком Варвари). Доля Костянтина-старшого станом на 2025 р. залишається невідомою, хоча він, згідно до довідника КДБ 1969 р., перебував у розшуку як військовий злочинець.